# 渠江 (沅水支流)

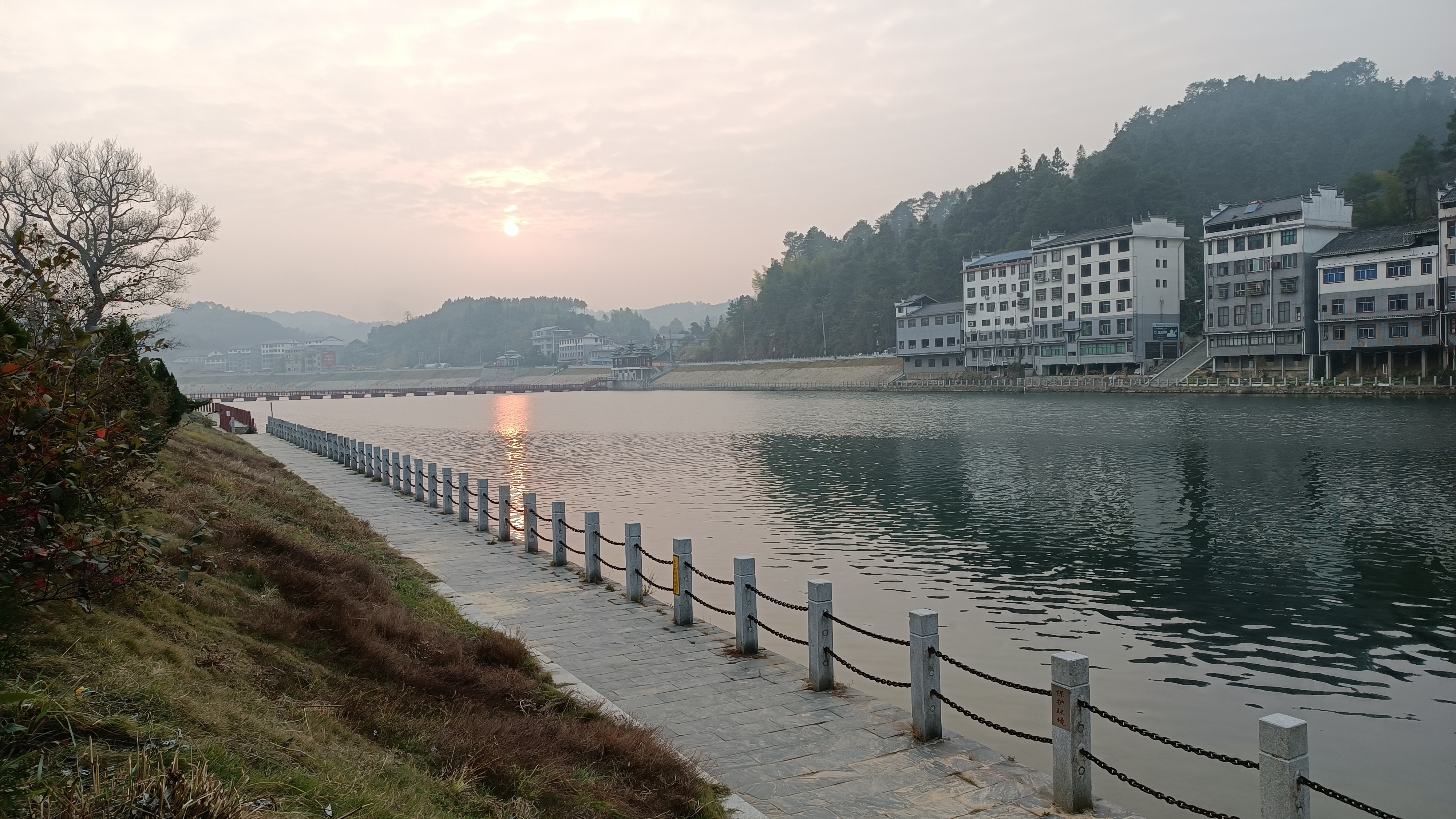
渠江，位于通道侗族自治县县溪镇

渠江，是湖南省沅水一级支流，古称叙水，发源于贵州省黎平县地转坡，流经湖南省通道侗族自治县、靖州苗族侗族自治县、会同县、洪江市，于洪江市托口镇注入沅水，全长215公里，流域人口约80万，沿途河段灌溉水田面积在23万亩。